# Ibrahim López García
Ibrahim López García (Cabure 8 de noviembre de 1927-Coro 12 de mayo de 1994) fue un ingeniero civil e inventor venezolano. Nacido en una familia de agricultores, se formó como ingeniero y se dedicó a la construcción de edificaciones y a la docencia. En algunas de las obras en las que participó, implementó estructuras de tipo membrana y techos delgados inspirados en la naturaleza, en especial techos con formas de hoja de palma. Entre sus obras destacaría el diseño del techo del Estadio José Pérez Colmenares.
López también se vinculó al activismo político y medioambiental. Desde la década de 1960 colaboró con el grupo guerrillero Fuerzas Armadas de Liberación Nacional (FALN) y se involucró con diversos movimientos ecológicos. Su interés por las energías sustentables lo llevó al diseño de diversas máquinas, algunas de las cuales recibieron algo de reconocimiento, pero otras generaron el cuestionamiento de buena parte de la comunidad científica venezolana. Uno de sus inventos más polémicos fue su prototipo de nave voladora giroscópica.

## Biografía
Nació el 8 de noviembre de 1927 en el pueblo de Cabure del estado Falcón. Fue el décimo hijo del agricultor Salomón López Chirinos y el ama de casa Albertina García. Sus padres llegaron a Cabure desde Paraguaná tras una sequía en 1912. Su infancia transcurrió en el pueblo dedicado a los quehaceres habituales de las actividades agrícolas. Según el dirigente guerrillero Douglas Bravo, amigo de la infancia de López, en su juventud manifestó interés en la ingeniería y en la construcción de viviendas.
Para 1935 solo existía una escuela primaria en Cabure y los que querían continuar sus estudios debían ir a Coro. Con el apoyo de sus padres, López y algunos de sus hermanos cursaron estudios superiores. Su hermano mayor, Gregorio, llegó a ser general del ejército y ocupó varios cargos durante el gobierno de Rómulo Betancourt. Mientras que Víctor Manuel fue médico y ejerció como director del Hospital Universitario de Maracaibo.
Luego de culminar sus estudios primarios se dedicó a la enseñanza. Entre 1944 y 1945 trabajó como maestro en la escuela Padre Román de Puerto Cumarebo. Para la década de 1950 se estableció en Mérida, donde iniciaría estudios de ingeniería civil en la Universidad de los Andes. Compaginó sus estudios con el trabajo de profesor de matemáticas en el Preuniversitario de Ingeniería en el Liceo Libertador. En 1951 se casó con Digna Petra Zerpa, una maestra rural e hija del dueño de la posada donde vivía. Tuvieron cinco hijos: Ibrahím, Glenda, Salomón, Aldo y Mildred.
Se graduó en 1954 como ingeniero y se trasladó a Caracas donde comenzó a laborar en el Banco Obrero, involucrándose en el diseño, planificación y construcción de viviendas enfocadas en las clases medias y bajas. Se inició como ingeniero adscrito y luego fue ascendido a jefe del Departamento de Planificación Física. Durante estos trabajos comenzó a implementar en las construcciones estructuras de tipo membrana y techos de bajo espesor.
En 1957 mientras trabajaba en la construcción de una membrana de concreto en San Cristóbal, conoció al arquitecto Fruto Vivas con el cual iniciaría una larga amistad. Vivas mencionó que en su primer encuentro recibió «una clase magistral de teoría de las membranas». Ese mismo año se divorció y en 1958 se casó con la técnica de administración María López, con la que tuvo seis hijos: Valentina, Isabel, Albertina, Verónica, María y Gerardo. Su hija Valentina, la mayor, falleció en su infancia por una pulmonía.
Desde la década de 1960 se dedicó al ejercicio libre de la profesión participando en la construcción de diversas obras. Sus diseños se caracterizaron por la aplicación de estructuras con formas de hojas de palmas en los techos. Pensaba que estas podrían sostener una gran carga con una densidad volumétrica de material relativamente baja ofreciendo una cubierta amplia sin la necesidad de pilares que la sostuvieran.
Algunas de las obras que diseñó fueron el techo del Estadio José Pérez Colmenares de Maracay, los hongos de la alcabala del Istmo de Los Médanos de Paraguaná, un «toro parabólico» de un hangar del aeropuerto de la Base Aérea de Palo Negro, entre otras.
Durante este periodo se vinculó con la lucha armada. En 1966 su amigo de la infancia Douglas Bravo fue uno de los fundadores del Partido de la Revolución Venezolana asociado al grupo guerrillero Fuerzas Armadas de Liberación Nacional (FALN). López colaboró clandestinamente con el FALN en la fabricación de explosivos, producto de estas actividades sufrió un accidente que le provocó una quemadura en una de sus manos ocasionándole limitaciones permanentes en el movimiento.
En 1966 comenzó a trabajar en la Universidad del Zulia (LUZ), como director del laboratorio de Estructuras y Materiales de la Facultad de Ingeniería. Desde años atrás había manifestado interés por el estudio de las energías sostenibles, criticando las tecnologías dependientes de los combustibles fósiles a las que calificaba como producto de la «civilización del fuego». Esto lo llevó a estudiar la viabilidad de aeronaves con motores electromagnéticos e impulsados por medio de la propulsión sin reacción.
En 1970 se mudó a Caracas para trabajar en la Universidad Central de Venezuela (UCV). Fue designado como Director del Instituto de Materiales y Modelos Estructurales (IMME) de la Facultad de Ingeniería, donde proseguiría con sus investigaciones relativas al análisis estructural, experimentación de la aerodinámica del vuelo, ciencia de materiales, etc.
Ese mismo año presentó como trabajo de ascenso en la UCV un prototipo de nave voladora basada en la forma y funcionamiento del giróscopo. El prototipo, una especie de platillo volador, estaba compuesto de una cúpula superior y una inferior más aplanada. En la periferia del platillo se ubicaban masas alares. Era liviana y tenía un motor electromagnético que debía impulsar su movimiento desde la periferia y no desde el eje central. Tenía como objetivo ser un transporte ecológico que no contribuyera a la proliferación del efecto invernadero.
Su forma estuvo inspirada en su pasión por los trompos de su juventud y en años posteriores trató de conseguir financiamiento para tratar de culminar su proyecto. La investigación fue presentada con el título Sobre trompos, cúpulas y vuelos, y fue aprobada por el jurado conformado por el matemático y físico Raimundo Chela, el ingeniero aeronáutico Enrique Campderá y el ingeniero mecánico Edgar Caraballo. Según la versión de López, el veredicto del jurado se perdió, aunque años después se encontró la planilla donde se informaba de la aprobación.
A pesar de sus investigaciones, su estancia en la UCV fue corta. Desde finales de los sesenta surgió el conocido como Movimiento de Renovación Universitaria, influenciado por los movimientos sociales y de protestas de la época. Estos movimientos ocurrieron en las principales universidades del país y cuestionaban la formación profesional, buscando un cambio en los pénsum de estudios para vincular la educación con los procesos sociales y de cambio político. La fuerza que fue tomando el movimiento provocó la intervención militar de la universidad conocida como Operación Canguro. Producto de la inestabilidad que se generó en la UCV por la toma del gobierno, López decidió regresar a su trabajo en la Universidad del Zulia (LUZ) en 1970.
De vuelta en la LUZ se dedicó a la enseñanza e investigación. Fue descrito como un profesor no tradicional que, inspirado en los planteamientos de las nuevas corrientes pedagógicas críticas, usaba métodos de enseñanza poco convencionales. Entre 1971 y 1976 se dedicó a dictar cursos de resistencia de materiales, membranas, puentes o postensados y teoría general del esfuerzo.
Durante este periodo algunas de sus investigaciones fueron publicadas en diversas revistas académicas, como en la del Colegio de Ingenieros de Venezuela, Paral del Centro de Ingenieros del estado Zulia y Abran paso del Consejo Nacional de la Cultura (CONAC). También fue habitualmente entrevistado en medios de comunicación como El Nacional y las revistas Momento y Semana.
En 1970 se publicó en forma de libro su trabajo de ascenso Sobre trompos, cúpulas y vuelos, que fue reeditado en 1976 en España por la editorial Mediterráneo. Ese mismo año presentó en el V Simposio Panamericano de Estructuras su trabajo Analogías, considerado por el arquitecto Fruto vivas como un aporte importante en materia de teoría de cálculo estructural.
Durante la década de 1970 también mantuvo su colaboración clandestina con el grupo guerrillero Frente José Leonardo Chirinos, una de las divisiones de las Fuerzas Armadas de Liberación Nacional (FALN). Además, se vinculó activamente en el activismo político y ambiental. Fue uno de los promotores de la movilización en defensa del Cerro Galicia, junto con José María Gauna, Heberto González, Alí Primera, Eudes Navas, José Álvarez y otros. Y fue uno de los que denunció por contaminación a la fábrica Cementos Caribe, propiedad de una transnacional. Las denuncias fueron uno de los factores que provocaron que la empresa colocara filtros en la planta para reducir la contaminación del aire.
En 1977 promovió la fundación del Movimiento Ecológico Social del Siglo XXI (MES-XXI). Con dicho grupo se involucró en el desarrollo de soluciones tecnológicas ecológicas para ser aplicadas en las comunidades. Entre algunos de sus diseños y prototipos se encontraba un «ordeñador de nubes», un aparato que recolectaba agua de la bruma y una cámara solar para desalinizar el agua del mar.
A pesar de su activismo político mantuvo sus responsabilidades profesionales. En 1974 el ministro de educación, Luis Manuel Peñalver, le propuso ser parte del comité reorganizador del Instituto Universitario de Tecnología Alonso Gamero (IUTAG) en el que años después sería nombrado como jefe del departamento de investigaciones.
En 1978 patentó un motor eléctrico que se debía mover por fuerzas magnéticas aplicadas desde la periferia y no en el eje central del vehículo. Un año después trabajó en una comisión de profesionales de la Universidad del Zulia que se encargó de evaluar las condiciones del Puente General Rafael Urdaneta. En el informe se mencionaba el deterioro de parte de la infraestructura y se daban recomendaciones para evitar el colapso del puente.
Para la década de 1980 se mantuvo en la docencia e investigación y formó parte del primer Congreso de Tecnología Popular realizado en la ciudad de Mérida. En el evento compartió con el inventor Luis Zambrano y presentó prototipos de cocinas y vehículos solares. Durante su carrera varios de sus colegas lo calificaron como un profesional destacado en el campo de la ingeniería civil y algunos de sus diseños y prototipos de inventos ecológicos recibieron algo de reconocimiento. En 1991 el arquitecto Fruto Vivas solicitó al Colegio de Ingenieros que le otorgara el Premio Nacional de Ciencia mención ingeniería.
A pesar del reconocimiento de cierto sector algunas de sus invenciones e investigaciones generaron el cuestionamiento y escepticismo de buena parte de la comunidad científica venezolana. Entre algunos de los que provocaron mayor polémica y controversia fueron su prototipo de nave voladora giroscópica y el imán positivo-positivo el cual presuntamente servía para aliviar dolores. El aparato estaba fabricado con pedazos de imanes envueltos en cartón y sellado con cinta adhesiva.
Para la década de 1990 mantuvo su activismo político volviéndose un fuerte crítico del sistema de gobierno bipartidista. En 1992 se mostró partidario del intento de golpe de Estado de Hugo Chávez, posteriormente fundó el Frente Patriótico Bolivariano Alí Primera desde donde se dedicó a recolectar firmas para tratar de lograr la libertad de los militares presos por la intentona.
 

Por años López y algunos de sus conocidos denunciaron que debido a motivaciones políticas fue apartado de los principales círculos académicos, provocando la falta de financiación para culminar algunas de sus investigaciones y que algunos de los proyectos de construcción donde participó fueron saboteados o indebidamente intervenidos. Falleció un 12 de mayo de 1994, en Coro, debido al cáncer. Según Fruto Vivas, durante su entierro el poeta Rafael José Álvarez mantuvo el siguiente diálogo con los presentes:
«¿Está el señor gobernador?, y el gentío le contestó, -¡No, no está! ¿Está el señor alcalde de Coro? -¡No, no está! ¿Está el señor obispo? -¡No, no está! ¿Está el rector de la Universidad de Coro? -¡No, no está! ¿Está el Director del Centro Tecnológico de Coro? -¡No, no está! Entonces estamos todos, ¡podemos comenzar!».

## Legado
Para algunos autores López fue uno de los precursores en Venezuela del pensamiento ecológico y de la implementación de soluciones tecnológicas locales. El arquitecto Fruto Vivas catalogó a López García como un «teórico social profundo por la visionaria manera de pensar». Mientras que el poeta Hugo Fernández Oviol en su poema El Caballo de Ibrahim lo calificó como «un genio, un ilusionista, que andaba lleno de ciencia, de sueños y de amor».
Sus diseños de techos delgados inspirados en formas de hoja de palma fueron calificados como innovadores y accesibles para ser aplicados en construcciones de poco presupuesto. Para algunos López también destacó por su visión crítica del sistema educativo venezolano, al que consideraba atrasado por la formación acrítica y totalmente dependiente de tecnologías foráneas. Según su perspectiva los nuevos profesionales solo se formaban para ascender socialmente y usaban su «poderoso pergamino» como un medio para mantener «sumido al pueblo en la más clara ignorancia».
Su activismo por la defensa del medio ambiente y su postura crítica con el uso de combustibles fósiles lo llevó a que experimentara con el diseño y la construcción de diversas máquinas basadas en tecnologías sustentables. Aunque algunos de sus inventos tuvieron algo de reconocimiento otros provocaron las críticas de buena parte de los círculos académicos que consideraba que algunos de estos no eran viables y no cumplían con todos los estándares del método científico.
Uno de sus diseños más polémicos fue su prototipo de nave voladora giroscópica de motor electromagnético. Esta debía impulsarse por medio de la propulsión sin reacción a diferencia de las aeronaves comunes que usan motores de reacción. Pensaba que en el futuro este tipo de vehículos sustituirían a los aviones, submarinos y naves espaciales. Basado en sus investigaciones pensó que algunas formas como la de trompos y algunas plantas y animales similares a cúpulas generaban un mayor desempeño aerodinámico. Su nave, que tenía forma de platillo volador, debía ser impulsada por un motor eléctrico que aplicaba la fuerza de giro en la periferia y no en el eje central de la máquina, a diferencia de la mayoría de los motores.
López no pudo concluir la nave y luego de su muerte su prototipo se trasladó para ser expuesto en la Casa del Sol, en el centro de la ciudad de Coro. El consenso científico actual es que la propulsión sin reacción es una investigación especulativa y que los dispositivos que utilizan masas oscilantes o giroscopios no pueden generar un empuje para elevarse y moverse.

## Obras
- Analogías: teoría de la elasticidad y teoría de la mecánica de fluidos.[6]
- Ciencia y arte, ¿integración o disociación?.[6]
- Conchas nervadas.[6]
- ¿Hacia dónde inventa el hombre?.[6]
- La educación científica y tecnológica en Venezuela.[5][6]
- La investigación al servicio del hombre y del desarrollo.[6]
- Ley de conservación de la cantidad de movimiento y la propulsión de cohetes[6]
- Magnetismo y seres vivos.[6]
- Sobre esfuerzos y formas.[6]
- Sobre trompos, cúpulas y vuelos.[6]
- Una nueva energía y una nueva tecnología para una nueva sociedad.[6]